# Hipsifrone
O tratado intitulado Hypsiphrone ou Hipsifrone é o quarto tratado do Códice XI da Biblioteca de Nag Hammadi. Este códice é o mais curto de todos os encontrados em Nag Hammadi e está muito fragmentado. O texto pode ser considerado como literatura apocalíptica (ou de revelações), embora não se tenha uma ideia exata de qual revelação trata o texto por causa de sua condição fragmentária.

## Conteúdo
Hypsiphrone lembra a Sophia de sua queda do lugar de sua virgindade e seu regresso.
O texto está estruturado em três partes:
1. Prelúdio breve (69,22 - 31).
2. Queda de Hypsiphrone no mundo a partir do lugar de sua virgindade - queda de Sophia (69,32 - 70,24).
3. Conversa entre Hypsiphrone e Fainopes que termina com o regresso de Hypsiphrone: o regresso de Sophia (70,25 al final).

Fainopes não aparece em nenhum outro texto de Nag Hammadi. Do prelúdio, infere-se que o tal Fainopes é irmão de Hypsiphrone (69,26).

## Gênero literário e ambiente
De acordo com a sua forma, Hypsiphrone é um típico livro de revelações, semelhante aos diálogos de revelação dos Gnósticos. Ainda que a terminologia não seja explicitamente igual à dos Setianos, ainda assim Hypsiphrone está inserida no meio Setiano da Gnosis: o nome Hypsiphrone  lembra o nome Fronesis com o qual é chamado Eleleth no texto Setiano Hipóstase dos Arcontes. A função de Eleleth é comparada em alguns poucos escritos Setianos com a de Sophia. 
Hypsiphrone aparece novamente em Exposições Valentianas, também da Biblioteca de Nag Hammadi.